# Circuito Nacional de Vóley Playa
El Circuito Nacional de Vóley Playa, también conocido por sus siglas CNVP, es un circuito de vóley playa que se celebra en España. En el tienen cabida dos de las pruebas más importantes de carácter nacional como la Copa del Rey y la Copa de la Reina, así como el Campeonato de España de Voley Playa.
El campeonato se viene celebrando desde 1991, tradicionalmente durante los meses de verano, aunque en las últimas ediciones también se ha ido expandiendo hacia la primavera y el inicio del otoño. Es un circuito que está homologado por la Real Federación Española de Voleibol (RFEVB). Anteriormente también se le ha conocido como Madison Beach Volley Tour, por motivos de patrocinio.

## Ediciones
| Edición | Año  | Torneos                                                                        | Fecha                                |
| ------- | ---- | ------------------------------------------------------------------------------ | ------------------------------------ |
| XXII    | 2013 | I Internacionales Villa de Laredo                                              | 6-8 de septiembre de 2013            |
| XXII    | 2013 | I Internacionales Santañí-Cala d'Or                                            | 13-15 de septiembre de 2013          |
| XXII    | 2013 | Campeonato de España Reserva del Higuerón (Fuengirola)                         | 20-22 de septiembre de 2013          |
| XXIII   | 2014 | I Internacionales de Ibiza                                                     | 6-8 de junio de 2014                 |
| XXIII   | 2014 | I Internacionales de Madrid                                                    | 4-6 de julio de 2014                 |
| XXIII   | 2014 | II Internacionales Villa de Laredo                                             | 25-27 de julio de 2014               |
| XXIII   | 2014 | I Internacionales Ciudad de Tarragona 2017                                     | 7-10 de agosto de 2014               |
| XXIII   | 2014 | Campeonato de España Reserva del Higuerón (Fuengirola)                         | 29-31 de agosto de 2014              |
| XXIV    | 2015 | I Internacionales Ciudad de Barcelona                                          | 28-31 de mayo de 2015                |
| XXIV    | 2015 | I Internacionales Ciudad de Valencia - Trofeo Luckia                           | 2-5 de julio de 2015                 |
| XXIV    | 2015 | III Internacionales Villa de Laredo                                            | 23-26 de julio de 2015               |
| XXIV    | 2015 | II Internacionales Ciudad de Tarragona 2017                                    | 6-9 de agosto de 2015                |
| XXIV    | 2015 | Campeonato de España Reserva del Higuerón (Fuengirola)                         | 28-30 de agosto de 2015              |
| XXV     | 2016 | I Internacionales Las Rozas de Madrid - Trofeo C. de Madrid                    | 17-19 de junio de 2016               |
| XXV     | 2016 | II Internacionales Ciudad de Valencia                                          | 8-10 de julio de 2016                |
| XXV     | 2016 | IV Internacionales Villa de Laredo                                             | 21-24 de julio de 2016               |
| XXV     | 2016 | III Internacionales Ciudad de Tarragona 2017                                   | 11-14 de agosto de 2016              |
| XXV     | 2016 | Campeonato de España Reserva del Higuerón (Fuengirola)                         | 25-28 de agosto de 2016              |
| XXVI    | 2017 | II Barcelona International Open - 14è Trofeu Internacional Ciutat de Barcelona | 30 de junio-2 de julio de 2017       |
| XXVI    | 2017 | III Valencia International Open                                                | 6-9 de julio de 2017                 |
| XXVI    | 2017 | I Ayamonte-Isla Canela International Open                                      | 20-23 de julio de 2017               |
| XXVI    | 2017 | V Laredo International Open                                                    | 27-30 de julio de 2017               |
| XXVI    | 2017 | IV Tarragona International Open                                                | 10-13 de agosto de 2017              |
| XXVI    | 2017 | Campeonato de España Reserva del Higuerón (Fuengirola)                         | 31 de agosto-3 de septiembre de 2017 |
| XXVII   | 2018 | Copa de España Maspalomas (Gran Canaria)                                       | 18-20 de mayo de 2018                |
| XXVII   | 2018 | I Melilla International Open                                                   | 31 de mayo-3 de junio de 2018        |
| XXVII   | 2018 | V Tarragona International Open                                                 | 14-17 de junio de 2018               |
| XXVII   | 2018 | II Ayamonte-Isla Canela International Open                                     | 19-22 de julio de 2018               |
| XXVII   | 2018 | VI Laredo International Open                                                   | 26-29 de julio de 2018               |
| XXVII   | 2018 | Campeonato de España Reserva del Higuerón (Fuengirola)                         | 30 de agosto-2 de septiembre de 2018 |
| XXVIII  | 2019 | Copa del Rey y de la Reina Maspalomas (Gran Canaria)                           | 25-27 de mayo de 2019                |
| XXVIII  | 2019 | II Melilla International Open                                                  | 30 de mayo-2 de junio de 2019        |
| XXVIII  | 2019 | III Ayamonte-Isla Canela International Open                                    | 18-21 de julio de 2019               |
| XXVIII  | 2019 | VII Laredo International Open                                                  | 25-28 de julio de 2019               |
| XXVIII  | 2019 | VI Tarragona International Open                                                | 8-10 de agosto de 2019               |
| XXVIII  | 2019 | Campeonato de España Reserva del Higuerón (Fuengirola)                         | 29 de agosto-1 de septiembre de 2019 |
| XXIX    | 2020 | supendido                                                                      | supendido                            |

## Patrocinios
- Mikasa - Balón oficial de las competiciones de Voley Playa;
- John Smith - Proveedor oficial ropa Voley Playa;
- Incusa - Proveedor recomendado arena pistas de Voley Playa;